# Horst Günter Bülck
Horst Günter Bülck (* 17. Oktober 1953 in Neumünster) ist ein deutscher Industriemanager und ehemaliger Politiker.

## Leben
Nach dem Abitur 1974 an der Holstenschule leistete er seinen Wehrdienst als Reserveoffizieranwärter bei der Artillerietruppe. Von 1976 bis 1981 studierte er Betriebswirtschaftslehre an der Universität Hamburg (Diplom-Kaufmann).
Von 1985 bis 1998 war er bei British American Tobacco beschäftigt, zuletzt als Finanzvorstand. Von Oktober 1998 bis 2000 war er schleswig-holsteinischer Landesminister für Wirtschaft, Technologie und Verkehr, anschließend wechselte er in den Vorstand der CE Consumer Electronic AG in München. Von 2001 bis 2005 war er Finanzvorstand der Holsten-Brauerei AG.
Er ist Vater von zwei Kindern. 